# Massaker von Abtnaundorf

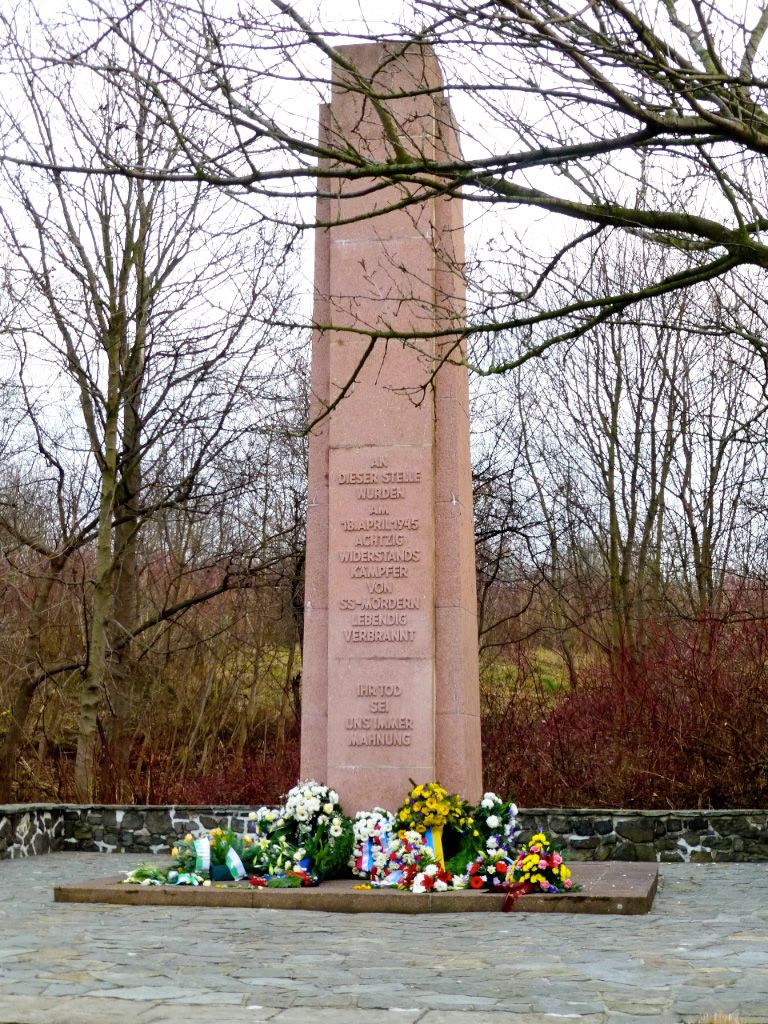
Ein Mahnmal erinnert an das Massaker von Abtnaundorf (2000)

Das Massaker von Abtnaundorf war ein nationalsozialistisches Endphaseverbrechen, bei dem am 18. April 1945 mindestens 80 KZ-Häftlinge in einem Teillager des KZ-Außenlagers Leipzig-Thekla in der Nähe des Stadtteils Leipzig-Abtnaundorf bei lebendigem Leib verbrannten oder erschossen wurden.

## Das Lager
Von September bis Dezember 1943 ließen die für die Luftwaffe produzierenden Erla-Werke Leipzig als östlichen Anschluss an ihr nahe Abtnaundorf auf Schönefelder Flur gelegenes Zweigwerk III ein Lager für Zwangsarbeiter errichten.  Es war ein Teil des KZ-Außenlagers Leipzig-Thekla. Das Lager bestand aus fünf Holzbaracken, einem Krankenrevier und Wirtschaftsgebäuden. Es war mit Stacheldraht eingezäunt und durch ein Tor direkt mit dem Werk verbunden. Der Straßenzugang befand sich in der Nähe der heutigen Heiterblickstraße 26. (Vgl. Lageplan im Flyer Mahnmal Abtnaundorf) Das Lager wurde durch die SS geführt und bewacht.

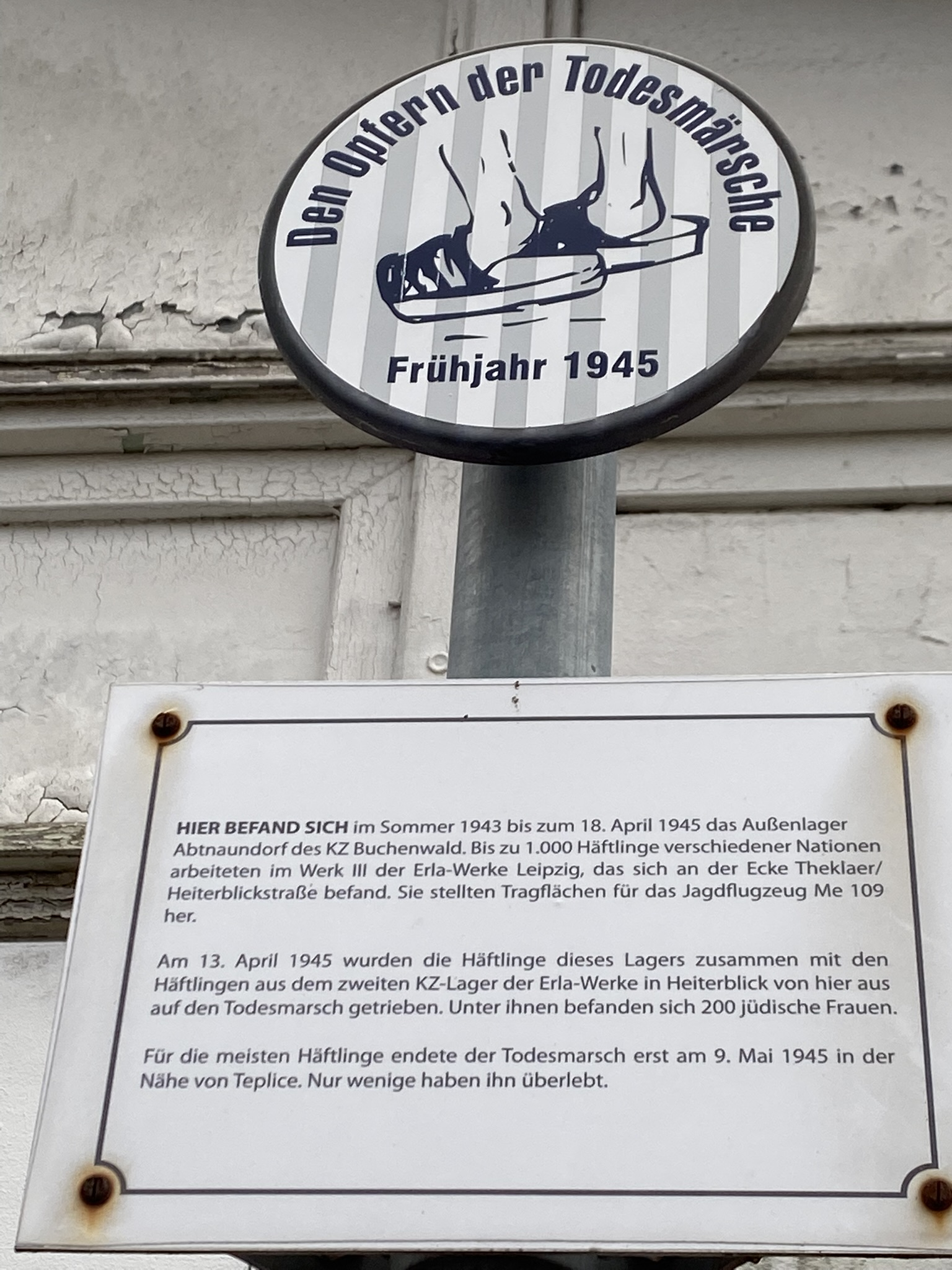
Hinweisschild zum Todesmarsch am 13. April 1945 (2022)

Die Arbeit der Häftlinge, die sie in Tages- und Nachtschichten zu je zwölf Stunden ohne Ruhetag bei erschwerten Lebensbedingungen unter Aufsicht der deutschen Meister und Vorarbeiter auszuführen hatten, umfasste vor allem Tätigkeiten der Endmontage von Tragflächenteilen, Leiteinrichtungen und Fahrwerkaufhängungen.
Am 13. April 1945 wurde das Lager vor der anrückenden US-Army geräumt und etwa 1000 Gefangene zusammen mit Insassen anderer Lagerteile auf einen Fußmarsch, einen sogenannten Todesmarsch, in Richtung Elbe und Böhmen getrieben, den nur wenige Hundert bis zur Befreiung nach etwa 500 Kilometern bei Teplice durch die Rote Armee überlebten. Die Marschunfähigen blieben zurück.
Ein Hinweisschild in Höhe der Heiterblickstraße 26 erinnert an den Todesmarsch vom 13. April 1945.

## Verlauf des Massakers
Etwa 300 kranke Häftlinge befanden sich nach der Räumung noch im Lager. Viele von ihnen stammten aus dem Evakuierungstransport des Außenlagers Gassen des KZ Groß Rosen, der per Fußmarsch erfolgt war. Die zurückgelassenen marschunfähigen Häftlinge mussten am Mittag des 18. April 1945 auf Weisung von SS-Männern die Fensteröffnungen einer Lagerbaracke abdunkeln und zunageln. Diese Holzbaracke wurde mit Brandbeschleuniger übergossen und von etwa zwölf SS-Angehörigen und Volkssturmmännern unter anderem mit Panzerfäusten sowie MGs beschossen. Die Baracke begann abzubrennen und gehunfähige kranke Häftlinge verbrannten auf ihren Strohsäcken. Aufgrund der starken Rauchentwicklung konnten viele Häftlinge ungesehen aus dem Lager entweichen und flüchteten sich in ein nahegelegenes Arbeiterlager, wo polnische Zivilisten sie versteckten. Etliche Häftlinge wurden aber bei dem Fluchtversuch erschossen oder starben brennend bei dem Versuch, den Stacheldraht zu überwinden. Mindestens 80 Häftlinge verbrannten bei lebendigem Leib oder starben an Schussverletzungen und Verbrennungen. Weitere Häftlinge erlagen später ihren schweren Verletzungen.

„Unter den Häftlingen brach Panik aus. Einige waren wie von Sinnen und sprangen ins Feuer. Andere versuchten durch die Tür und durch die Fenster zu entkommen. Die SS-Leute schossen auf alle Häftlinge, die aus der Baracke flüchteten. Aus Angst vor dem Feuer habe ich mir ein Fenster ausgesucht, das direkt zum Zaun führte, der das Lager umgab. Weil ich zu schwach und zu krank war, kam ich nicht aus dem Fenster heraus, obwohl das Fensterbrett nicht allzu hoch war. Ich hing mit dem Kopf nach draußen. Meine Hände berührten bereits den Boden. Aber meine Beine waren noch im Innern der Baracke. Ich fühlte, wie meine Holzschuhe und die Hosenbeine brannten. Plötzlich packte mich jemand am Kragen und zog mich aus der Baracke. Ich kam zu mir, als ich bereits hinter dem Zaun des Lagers war, und stellte fest, dass mich mein Kamerad Tadeusz Maciejewski aus der Baracke und aus dem Lager herausgezerrt hatte. “

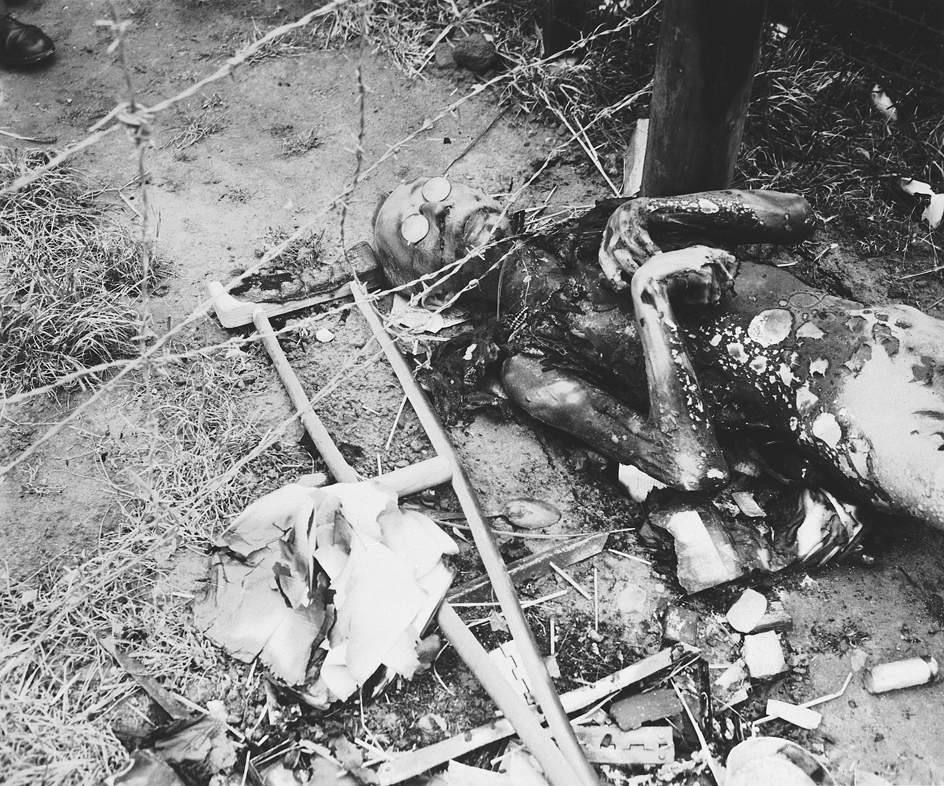
Massakeropfer am Lagerzaun

Zum nebenstehenden Bild schrieb die amerikanische Fotoreporterin Margaret Bourke-White (1904–1971) in ihrem Buch „Dear Fatherland Rest Quietly“ 1946
Ein paar waren der Freiheit so nahegekommen, daß mir das Herz blutete, als ich sie sah. Ein polnischer Professor, von dem man uns sagte, er sei Flugzeugingenieur gewesen, hatte sich halb durch den äußeren Zaun gezwängt. Der geschrumpfte untere Teil seines Körpers lag zu Asche verbrannt innerhalb der Einzäunung, daneben seine verkohlte Krücke, aber der schöne, kahlgeschorene Kopf eines Intellektuellen lag draußen, er war nicht einmal verunstaltet, sogar die Brille saß noch. Sie müssen ihn sehr geliebt haben, die Überlebenden vergossen viele Tränen um ihn.

## Befreiung und Nachkriegszeit

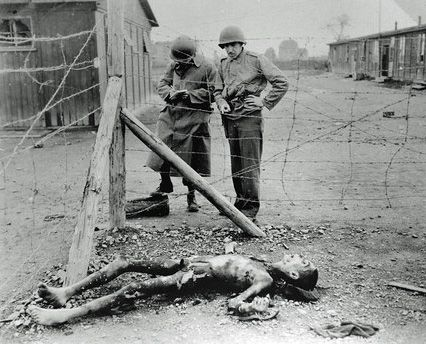
Zwei Soldaten der US-Armee bei einem Massakeropfer
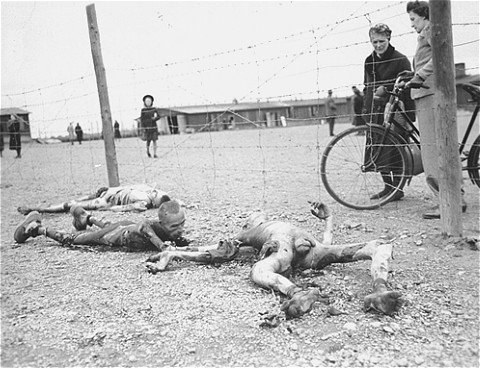
Deutsche Zivilisten werden mit den Verbrechen konfrontiert

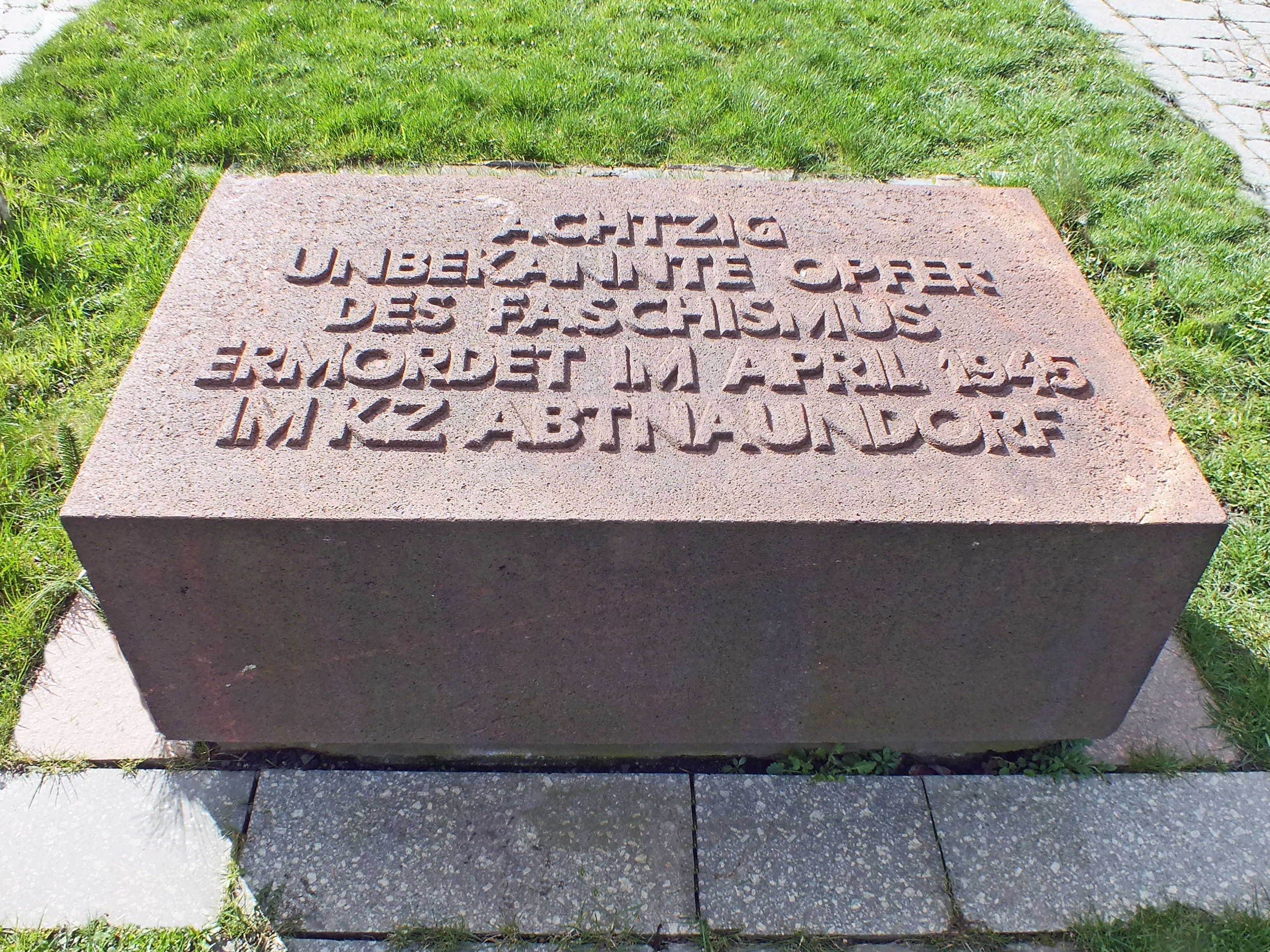
Gedenkstein für die Opfer des Massakers auf dem Südfriedhof Leipzig (2023)

Nach der Besetzung von Leipzig durch Truppen der US-Armee wurde der Ort des Verbrechens durch Angehörige des U.S. Army Signal Corps gefilmt. Ausschnitte aus dieser Dokumentation bildeten die erste Sequenz des Dokumentarfilms Nazi Concentration Camps, der während des  Nürnberger Prozesses gegen die Hauptkriegsverbrecher gezeigt wurde. Aber auch der deutschen Zivilbevölkerung wurden die Verbrechen vor Ort demonstriert.
Die Opfer des Massakers wurden am 27. April 1945 auf dem Südfriedhof in Leipzig im Rahmen einer Trauerfeier beigesetzt. Um ihnen eine letzte Ehre zu erweisen wählte man als Begräbnisort die Mittelachse vom Nordtor zum Krematorium. Es wurden Holzkreuze aufgestellt, die später durch einen Gedenkstein ersetzt wurden. Er ist heute noch vorhanden und bildete in den Folgejahren den Ausgangspunkt für den sozialistischen Ehrenhein.
Die US-Armee ermittelte zum Massaker von Abtnaundorf und schaltete auch die Leipziger Kriminalpolizei mit ein. Der Personalchef der Erla-Werke Leipzig, SA-Führer Walter Wendt, sowie zwei am Massaker beteiligte SS-Männer wurden durch Angehörige der US-Armee verhaftet. Wendt wurde im Buchenwald-Hauptprozess zu 15 Jahren Haft verurteilt, die Haftstrafe wurde jedoch später auf fünf Jahre reduziert. Über weitere Verurteilungen im Zusammenhang mit dem Massaker von Abtnaundorf ist nichts bekannt.
In der Nähe des Ortes des Verbrechens, an der Theklaer Straße auf dem ehemaligen Gelände von Werk III, erinnert seit 1958 ein Mahnmal an die Opfer des Massakers von Abtnaundorf. Dessen Inschrift lautet: „An dieser Stelle wurden am 18. April 1945 80 Widerstandskämpfer von SS-Mördern lebendig verbrannt“. Im Zuge der Errichtung des Mahnmals erschien 1958 auch eine Schrift mit dem Titel: „Was geschah in Abtnaundorf?“, die jedoch bald vergriffen war. An diesem Ort finden jährlich Gedenkfeiern für die NS-Opfer statt.
In amerikanischen, französischen und polnischen Archiven befinden sich Akten zu dem Massaker. Von 67 Überlebenden des Massakers gibt es Zeugenaussagen.

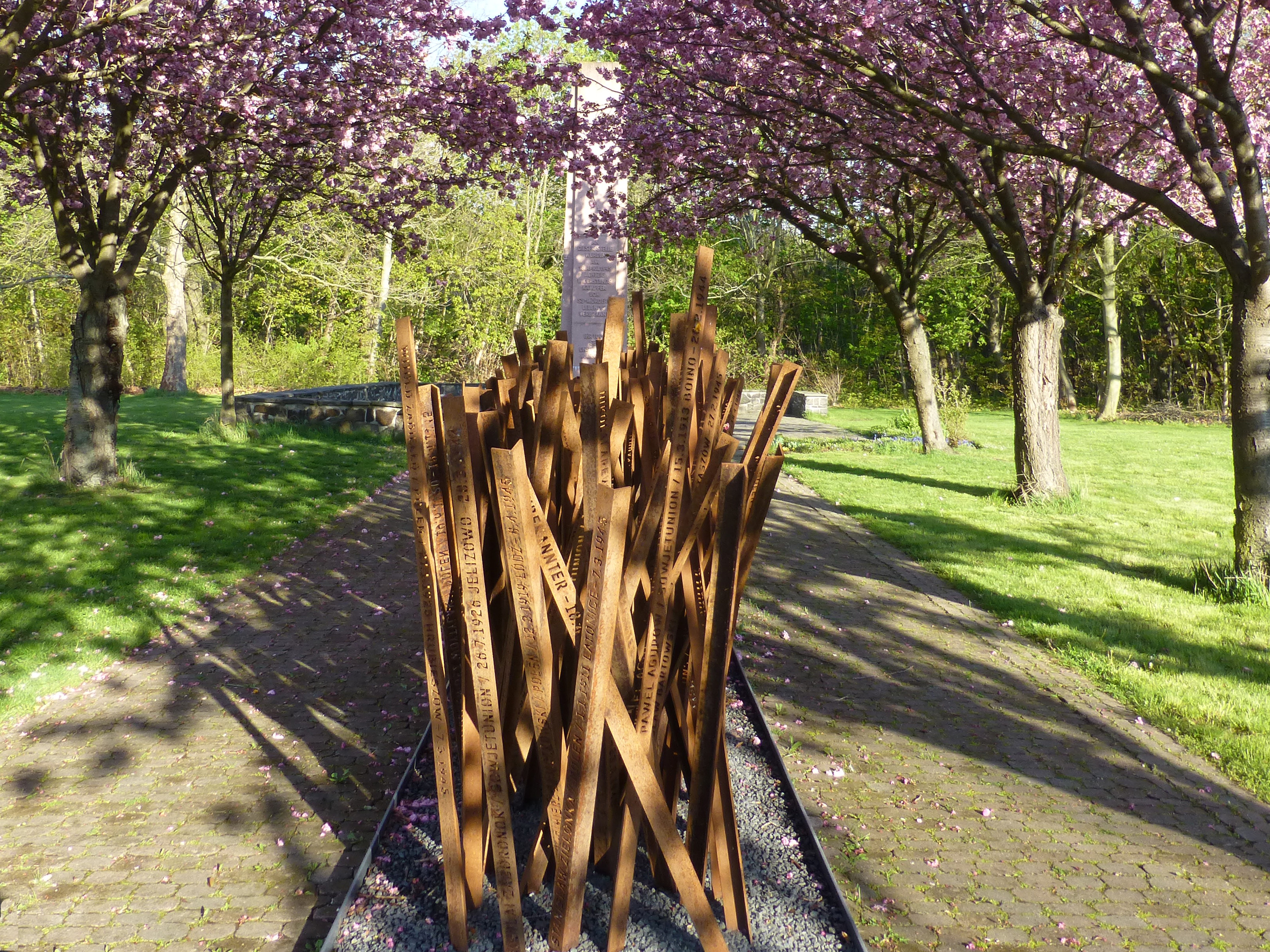
Die Installation von Harald Alff, 2021

2017 ließ die Stadt Leipzig Informationstafeln vor dem Obelisk in verschiedenen Sprachen errichten. Im Jahre 2018 stellte der Leipziger Künstler Harald Alff seine aus 208 stählernen Stelen mit den eingestanzten Namen der bekannten Opfer des Konzentrationsaußenlagers Leipzig–Thekla und des Massakers von Abtnaundorf vor. Als Kunst im öffentlichen Raum ist die Installation auf dem Weg zum Obelisk zu besichtigen.